# Pimen I
El Patriarca Pimen (en ruso: Патриарх Пимен; * Bogorodsk, cerca de Moscú, 23 de julio de 1910 - Moscú, 3 de mayo de 1990), de nombre secular Serguéi Mijáilovich Izvékov (en ruso: Сергей Михайлович Извеков) fue el decimocuarto Patriarca de Moscú y de todas las Rusias y cabeza de la Iglesia Ortodoxa Rusa.
Desde 1925 fue monje en varios monasterios (Bogoyávlenski, Múrom, Odesa, Pskov). Fue nombrado metropolitano de San Petersburgo (entonces conocida como Leningrado) y Stáraya Ládoga en 1961.
En 1971 sucedió a Alejo I como Patriarca de Moscú y toda Rusia. 
Toda la vida eclesiástica de Pimen I se desarrolló bajo el régimen comunista y oficialmente ateísta de la ex Unión Soviética, con cuyas autoridades intentó mantener un delicado equilibrio, evitando una confrontación excesiva que pusiera en peligro a la Iglesia, y a la vez procurando lograr un cierto margen de libertad religiosa en un ambiente hostil. 
Pimen recibió la medalla soviética de la paz dos años (1969, 1971) y en 1970 fue galardonado con la medalla de oro "por luchar por la paz" "Борцу за мир", otorgada por el «Comité soviético para la defensa de la paz». Pimen fue miembro del Consejo Mundial de la Paz desde 1963. Curiosamente para un teórico enemigo del régimen soviético, en 1961, recibió la Orden de la Bandera Roja del Trabajo (орден Трудового Красного Знамени), una de las mayores condecoraciones de la época.
En 1988 organizó la histórica celebración de los mil años del Bautismo de Rusia.
A su muerte lo sucedió el Patriarca Alejo II (Rüdiger) de Moscú. Esta enterrado en el Monasterio de la Trinidad y San Sergio.
| Predecesor: Alejo I | Patriarca de Moscú 1971–1990 | Sucesor: Alejo II |